# Tibellus vitilis
Tibellus vitilis là một loài nhện trong họ Philodromidae.
Loài này thuộc chi Tibellus. Tibellus vitilis được Eugène Simon miêu tả năm 1906.